# Вицеадмирал Дрозд (голям противолодъчен кораб, 1966)
Вицеадмирал Дрозд е ракетен крайцер 1-ви ранг на Военноморския флот на СССР от проекта 1134.

## История на службата
Включен в състава на ВМФ на СССР на 16 юни 1965 г.
Първи командир на кораба става капитан 3-ти ранг Леонид Сергеевич Зиков, старши помощник е капитан 3-ти ранг Владлен Георгиевич Проскуряков, заместник на командира по политическата част е капитан-лейтенант Александър Иванович Михачев.
Военноморския флаг на кораба е вдигнат на 30 юни 1968 г. Първоначално корабът е включен в състава на ДЧБФ (два пъти Червенознаменен Балтийски флот) (войскова част 26858), но след влизането му в строй е преподчинен в състава на ЧСФ (Червенознаменен Северен флот). На 5 май 1969 г. е включен в състава на 120 БрРК (бригада ракетни крайцери), сдава всички курсови задачи и е въведен в състава на силите с постоянна готовност. От 4 до 16 юни 1969 г. ГПК „Вицеадмирал Дрозд“ изпълнява задачи от бойната служба в Северния Атлантик на Фариоро – Исландския противолодъчен рубеж (изминати 3792 мили). От 12 до 15 август 1969 г. участва в ученията „Колски берег“ под ръководството на главнокомандващия на ВМФ. В състава на група кораби: гвардейският ГРК „Гремящий“ и ГРК „Смишлений“. Изпълнява за „отлично“ стрелба със зенитно оръжие и артилерия по радиоуправляеми мишени.
Залагането на кораба се състои на 26 октомври 1965 г. в корабостроителния завод „А. А. Жданов“ (Северная верфь) в Ленинград.
На 18 ноември 1966 г. е спуснат на вода, на 27 декември 1968 г. влиза в строй.
На 8 януари 1969 г. е включен в състава на Балтийския флот, на 5 май 1969 г. е включен в състава на 120 БрРК на ДЧБФ, на 8 април 1975 г. е преведен в състава на Северния флот.
На 24 февруари 1972 г. участва в спасяването на екипажа на бедстващата подводница К-19.
На 1 юли 1990 г. корабът е разоръжен, изключен е от състава на ВМФ, разформирован е на 1 октомври същата година.
На 2 юни 1991 г. е спуснат Военноморския флаг. През 1992 г. корабът е продаден на Индия за разкомплектоване за скрап. При буксировката през март същата година към Индия, корпусът на кораба потъва.

### Тактически номер
Тактическият номер на кораба през годините на неговата служба е 553, 583, 592, 298, 299, 548, 560, 097, 054 и 068.